# ياسمين موراي
ياسمين موراي (بالإنجليزية: Jasmine Murray)‏ هي مغنية أمريكية، ولدت في 14 مارس 1992 في كولومبوس في الولايات المتحدة.

## روابط خارجية
- ياسمين موراي على موقع ميوزك برينز (الإنجليزية)